# Asociación Deportiva Tarma
Asociación Deportiva Tarma (ADT) é um time de futebol do Peru, da cidade de Tarma. O clube foi fundado em 18 de junho de 1929, e joga atualmente a Liga 1 2022, que é a primeira divisão da liga peruana.

## Títulos

### Nacional
- Copa Peru:

Campeão (2): 1979, 2021

### Regional
- Copa Perú Región V:

Campeão (1): 2010
- Liga Departamental de Junín:

Campeão (5): 1970, 1975, 1979, 2017, 2019
- Liga Províncial de Tarma:

Campeão (5): 1969, 2014, 2015, 2017, 201
- Liga Distrital de Tarma:

Campeão (8): 2009, 2013, 2014, 2015, 2016, 2017, 2018, 2019